# Williamstown (Kentucky)
Williamstown és una població dels Estats Units a l'estat de Kentucky. Segons el cens del 2000 tenia 3.227 habitants.

## Demografia
Segons el cens del 2000, Williamstown tenia 3.227 habitants, 1.279 habitatges, i 879 famílies. La densitat de població era de 78,1 habitants/km².
Dels 1.279 habitatges en un 32% hi vivien nens de menys de 18 anys, en un 52,3% hi vivien parelles casades, en un 13,1% dones solteres, i en un 31,2% no eren unitats familiars. En el 28,4% dels habitatges hi vivien persones soles el 15,9% de les quals corresponia a persones de 65 anys o més que vivien soles. El nombre mitjà de persones vivint en cada habitatge era de 2,45 i el nombre mitjà de persones que vivien en cada família era de 2,98.
Per edats la població es repartia de la següent manera: un 25,8% tenia menys de 18 anys, un 8,5% entre 18 i 24, un 28,6% entre 25 i 44, un 20,4% de 45 a 60 i un 16,6% 65 anys o més.
L'edat mediana era de 35 anys. Per cada 100 dones de 18 o més anys hi havia 82,3 homes.
La renda mediana per habitatge era de 33.750 $ i la renda mediana per família de 44.808 $. Els homes tenien una renda mediana de 31.466 $ mentre que les dones 21.492 $. La renda per capita de la població era de 17.945 $. Entorn del 10,9% de les famílies i el 15,4% de la població estaven per davall del llindar de pobresa.

## Poblacions més properes
El següent diagrama mostra les poblacions més properes.